# Lhotka (Jihlavai járás)
Lhotka település Csehországban, a Jihlavai járásban. Lhotka Mrákotín, Hostětice, Řásná és Vanov településekkel határos. Lakosainak száma 99 fő (2024. január 1.).

## Népesség
A település lakosságának változását az alábbi diagram mutatja:
| Lakosok száma | 148  | 176  | 176  | 128  | 82   | 81   | 90   | 82   | 96   | 99   |
|               | 1869 | 1890 | 1921 | 1950 | 1980 | 2001 | 2017 | 2019 | 2022 | 2024 |